# Francine Benoît
Francine Benoît, née à Périgueux le 30 juillet 1894 et morte à Lisbonne le 27 janvier 1990, est une musicienne, pédagogue, compositrice, critique musicale et féministe de nationalité française puis portugaise.

## Biographie
Francine Benoît arrive au Portugal en 1906. Elle commence ses études de piano à l'Academia dos Amadores de Mùsica. Elle est diplômée de piano et d'harmonie du Conservatoire National de Lisbonne. Elle étudie la composition avec Vincent d'Indy à la Schola Cantorum de Paris entre 1917 et 1919. Elle acquiert la nationalité portugaise en 1929. Elle enseigne dans de nombreuses institutions et écrit dans de nombreuses revues portugaises et françaises dont la Revue musicale. Elle participe à l'association féminine pour la paix en 1923 et au conseil national des femmes en 1945, dont elle devient membre en 1980.

## Élèves
Francine Benoît a eu pour élèves :
- la pianiste Maria João Pires
- le compositeur Emmanuel Nunes.

## Œuvres

### Musique
Francine Benoît a composé :
- de la musique de chambre
- une fantaisie pour orchestre
- des œuvres pour piano solo
- des œuvres pour piano avec ensemble
- des œuvres chorales.

### Articles
Francine Benoît a écrit des articles sur :
- la musique française contemporaine
- la musique dans la société portugaise contemporaine
- le chef d'orchestre Paul Kletzki
- la musique de film
- le compositeur Fernando Lopes Graça
- le compositeur Claude Debussy

### Sources
- Centro de Informação da Música Portuguesa (CIMP)
- Catalogue de la Bibliothèque municipale de Lisbonne